# 3743 Pauljaniczek
3743 Pauljaniczek (1983 EW) là một tiểu hành tinh vành đai chính được phát hiện ngày 10 tháng 3 năm 1983 bởi E. Barr ở trạm Anderson Mesa thuộc Đài thiên văn Lowell.